# グルタルイミド
グルタルイミド（英: Glutarimide）は、ピペリジン環のうち窒素の両隣にカルボニル基を持つ有機化合物である。

## 用途
グルタルイミドは強力なタンパク質合成阻害剤のシクロヘキシミドの構造成分である。また、グルタルイミド樹脂（ポリグルタルイミド）の原料となる。